# Salix sessilifolia
Salix sessilifolia — вид квіткових рослин із родини вербових (Salicaceae).

## Морфологічна характеристика
Це кущ 3–5 метрів. Гілки сіро-бурі чи червоно-бурі, запушені чи голі; гілочки червоно-коричневі, густо ворсинчасті. Листки на ніжках 1–6 мм; найбільша листкова пластина лінійна, вузько-еліптична або вузько-зворотно-ланцетна, 40–120 × 7.5–16 мм; краї плоскі, віддалено шипасто-пилчасті; верхівка загострена, гостра чи хвостата; абаксіальна (низ) поверхня не сірувата, від щільно до рідко довго- чи коротко-шовковиста чи ворсинчаста; адаксіальна поверхня тьмяна, рідко довго-шовковиста чи ворсинчаста; молода пластинка жовтувато-зелена, дуже щільно довго-шовковиста чи ворсинчаста абаксіально. Сережки: тичинкові 38–45 × 6–7 мм, маточкові 40–73 × 6–7 мм. Коробочка 4–5.5 мм. Цвітіння: кінець квітня — кінець травня.

## Середовище проживання
Канада (Британська Колумбія); США (Вашингтон, Орегон, Каліфорнія). Населяє прибережжя, береги річок, заплави, піщані чи гравійні субстрати; 0–200 метрів.

## Використання
Рослина збирається з дикої природи для місцевого використання у виготовленні кошиків.